# Almanzo Wilder
Almanzo James Wilder (Malone, 1857. február 13. – Mansfield, 1949. október 23.) Laura Ingalls Wilder férje és Rose Wilder Lane apja, mindketten neves szerzők.

## Életrajz

### Fiatalkor
Almanzo James Wilder állítólag 1857. február 13-án született a New York állambeli Malone melletti Wilder Homesteadben, James Mason (1813–1899) és Angelina Albina (született Day) Wilder (1821-1905) gazdálkodók hat gyermeke közül ötödikként. Testvérei Laura Ann (1844–1899), Royal Gould (1847–1925), Eliza Jane (1850–1930), Alice Maria (1853–1892) és Perley Day Wilder (1869–1934) voltak. A farm, ahol élünk (eredeti cím: Little House on the Prairie) című, félig önéletrajzi regényeiből álló sorozatának részeként Laura Ingalls Wilder Almanzo, a fiú a farmról (magyarul Almanzo, a farmerfiú címmel is megjelent) címmel könyvet írt Almanzo Wilder gyermekkoráról New York északi részén; később visszatérő szereplője a későbbi A farm, ahol élünk könyveknek, amelyekben felesége írt Almanzo udvarlásáról és az azt követő házasságukról: A hosszú tél, a Kics város a prérin, az Azok a boldog, aranyévek és Az első négy év. Röviden megjelenik  Az Ezüst-tó partján 28. fejezetében ("Moving Day") is. Almanzó csendesen bátor, szorgalmas emberként van jellemezve, aki szereti a lovakat és a földművelést, valamint kiváló ács és asztalos.
Az Almanzo, a fiú a farmról elmeséli Wilder gyermekkorának eseményeit, attól kezdve, hogy hetekkel a kilencedik születésnapja előtt töltötte be a kilencedik születésnapját 1866-ban. Többek között elkezd iskolába járni, amikor nincs szükség rá otthon a mezőgazdasági munkához, megtanul egy csapat ökröt kiképezni és hajtani, részt vesz egy megyei vásáron, és élvezi a 19. század közepén megrendezett július negyediki ünnepséget Malone városában. Almanzo azt is megtanulja kezelni, hogy idősebb testvérei irányítják, különösen erős akaratú nővére, Eliza Jane, aki később leendő felesége tanára lesz.
Az Almanzo, a fiú a farmról volt a második könyv az A farm, ahol élünk sorozatban. 1933-ban került a könyvesboltok polcaira, majd 1935-ben követte a Kicsi ház a prérin (magyarul A farm, ahol élünk címmel is megjelent ez a rész). Az eredeti megjelenési sorrendet a Harper kiadó megváltoztatta az illusztrált 1953-as és 1971-es kiadással.

### Nyugatra költözés
A Wilder család 1870-ben elhagyta Burke-öt terméskiesés miatt. Nyugatra költözve a minnesotai Spring Valley- ben telepedtek le, ahol farmot hoztak létre. 1879-ben Wilder, bátyja, Royal és nővére, Eliza Jane a Dakota Területre költöztek, és a későbbiekben a dél-dakotai De Smet városa közelében éltek. Wilder azzal a szándékkal telepedett le tanyáján, hogy több hektár vetőmag búzát ültessen, amelyet előző nyáron a minnesotai Marshallban bérelt földrészeket termesztett. De Smetben találkozott először Laura Ingalls-szel. Az Ingalls család volt az egyik első telepes a környéken, még a város hivatalos megszervezése előtt. A Minnesota állambeli Walnut Grove- ból költöztek a Dakota Területre, amikor Charles Ingalls ideiglenes munkát vállalt a vasútnál.
Wilder hősként szerepel felesége A hosszú tél című könyvében. Ed "Cap" Garlanddal együtt Wilder az életét kockáztatta, hogy megmentse De Smet polgárait az éhezéstől az 1880–1881-es hosszú, kemény tél során. A szokatlanul gyakori és súlyos hóviharokkal teli tél viharai között, amelyek megakadályozták, hogy a vonatok élelmiszert és ellátmányt szállítsanak a városba, 12 mérföldet (19 km) mentek a nyílt prérin, hogy búzát keressenek, amelyet egy farmer állítólag valahol De Smet-től délnyugatra aratott le. A két férfi megtalálta a gazdát, és nehéz tárgyalás után rávették, hogy adjon el nekik hatvan véka búzát. Az életmentő gabonát szánokon vontatták, amelyek folyamatosan áttörték a havat a havas fűben, és épphogy visszaértek De Smetbe, mielőtt egy újabb négynapos hóvihar lecsapott volna a térségre.

### Házasság Laura Ingalls-szel

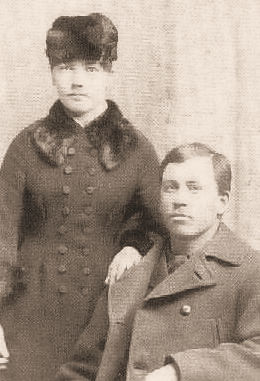
Laura és Almanzo Wilder, 1885 körül

Amikor Wilderről úgy hiszik, 25 éves lehetett, Ingalls pedig 15 éves volt, a férfi udvarolni kezdett. Wilder oda-vissza vitte Ingallst De Smet és egy új település közt, amely 12 mérföld (19 km) távolságra volt a várostól, amelynek iskolájában Ingalls tanított. Aztán, amikor beköszöntött a tavasz, a pár hosszú lovasutazásra indult. Három évvel később, 1885. augusztus 25-én Wilder és Ingalls összeházasodott De Smetben Edward Brown tiszteletes által. Letelepedtek a Wilder földön, és megkezdték saját kis gazdálkodási tevékenységüket. Wilders lánya, Rose 1886. december 5-én született. Rose Wilder később Rose Wilder Lane néven vált ismertté mint szerző, neves politikai író és filozófus.
Az első négy év című könyvben leírt házasságuk első éveiben Wilderéket rossz időjárás, betegségek és nagy adósságok gyötörték. 1888 tavaszán Wildert és feleségét is diftéria sújtotta. Bár mindketten túlélték, Wilder a betegség egyik kevésbé gyakori, késői szövődményében, az ideggyulladásban szenvedett. Wilder lábának bizonyos részei átmenetileg lebénultak, s miután a bénulás megszűnt is botra volt szüksége a járáshoz. Az, hogy képtelen volt elvégezni a dél-dakotai búzatermesztéssel kapcsolatos nehéz fizikai munkát, valamint az 1880-as évek végén és az 1890-es évek elején elhúzódó aszály, tovább rontotta Wilders fizetésképtelenségét.
Az 1889-es év jelentette a töréspontot Wilders számára. Augusztus elején Laura fiúnak adott életet. A gyermek névtelen maradt, amikor két héttel később hirtelen meghalt "görcsökben". Laura Ingalls Wilder soha nem beszélt a haláláról, és a párnak nem született másik gyermeke.
Ugyanebben a hónapban a kis család elvesztette otthonát egy tűzvészben, a termést pedig az aszály miatt. Rose Wilder Lane szerint "Hét egymást követő évnyi teljes terméskiesés, munka, időjárás és betegségek, amelyek végleg tönkretették az egészségét, és 36 százalékos kamatú élelmiszervásárlásra felvett kölcsön kellett ahhoz, hogy kimozdítson bennünket arról a földről."
1890-ben a Wilder család a minnesotai Spring Valley- be költözött, hogy szüleivel maradjon a farmjukon. Ez a pihenés és a gyógyulás ideje volt a megfáradt családnak. 1891 és 1892 között a család ismét elköltözött, ezúttal a floridai Westville- be. Remélték, hogy a melegebb éghajlat segít Wildernek abban, hogy visszanyerje erejét. Végül, bár a melegebb hőmérséklet segített neki gyógyulni, felesége nem szerette a párás klímát vagy az isten háta mögötti helyiek szokásait.
1892-ben visszatértek De Smetbe, és béreltek egy kis házat a városban. 1892 és 1894 között Wilderék De Smetben éltek, az Ingalls családdal a közelben. Laura Ingalls Wilder varrónőként dolgozott egy varróműhelyben, míg Wilder asztalosként és napszámosként talált munkát. Együtt takarékoskodtak, és gondosan spórolták a pénzüket.

### Letelepedés Missouriban és a későbbi években

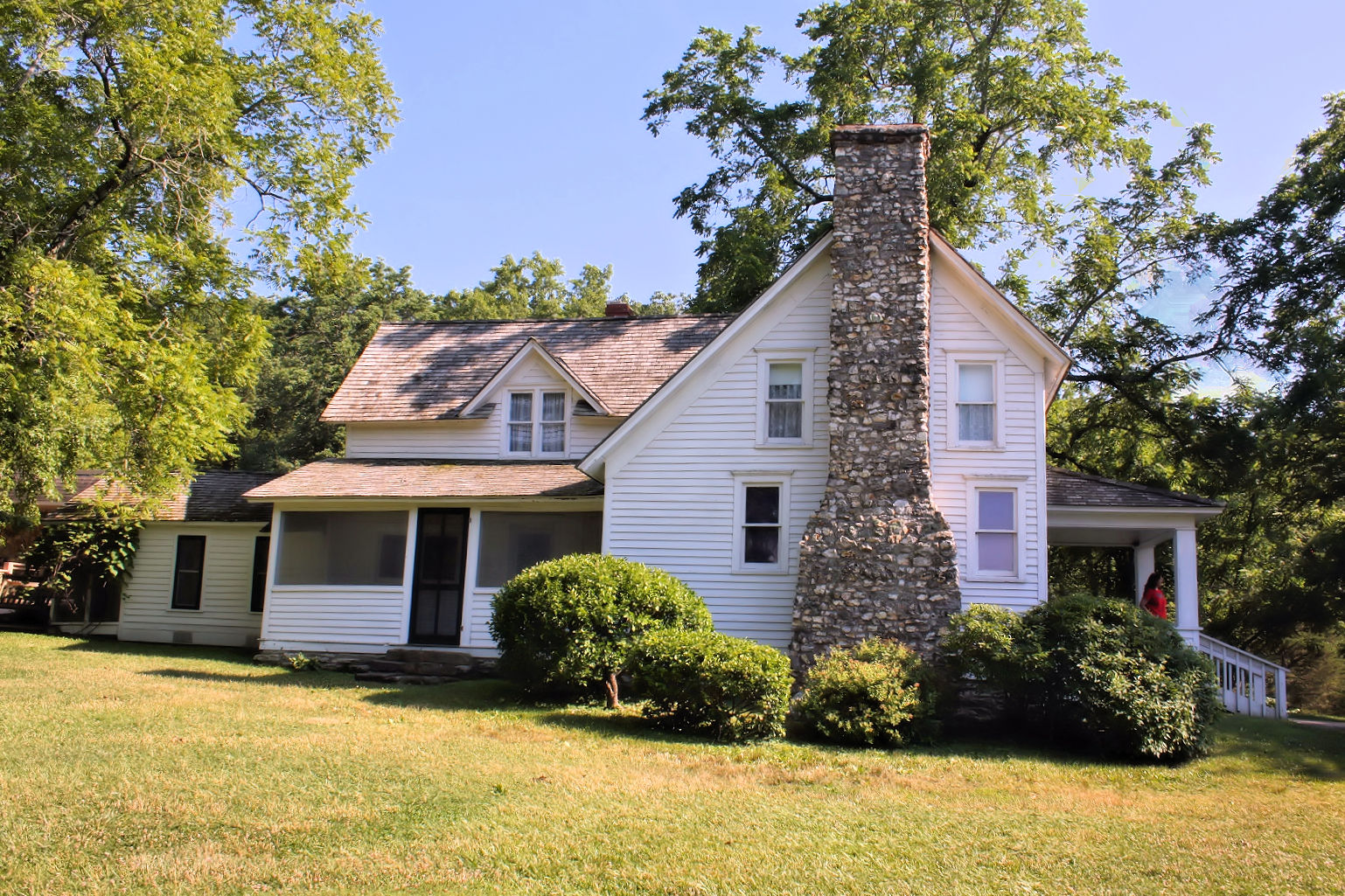
Rocky Ridge Farm, Mansfield, Missouri

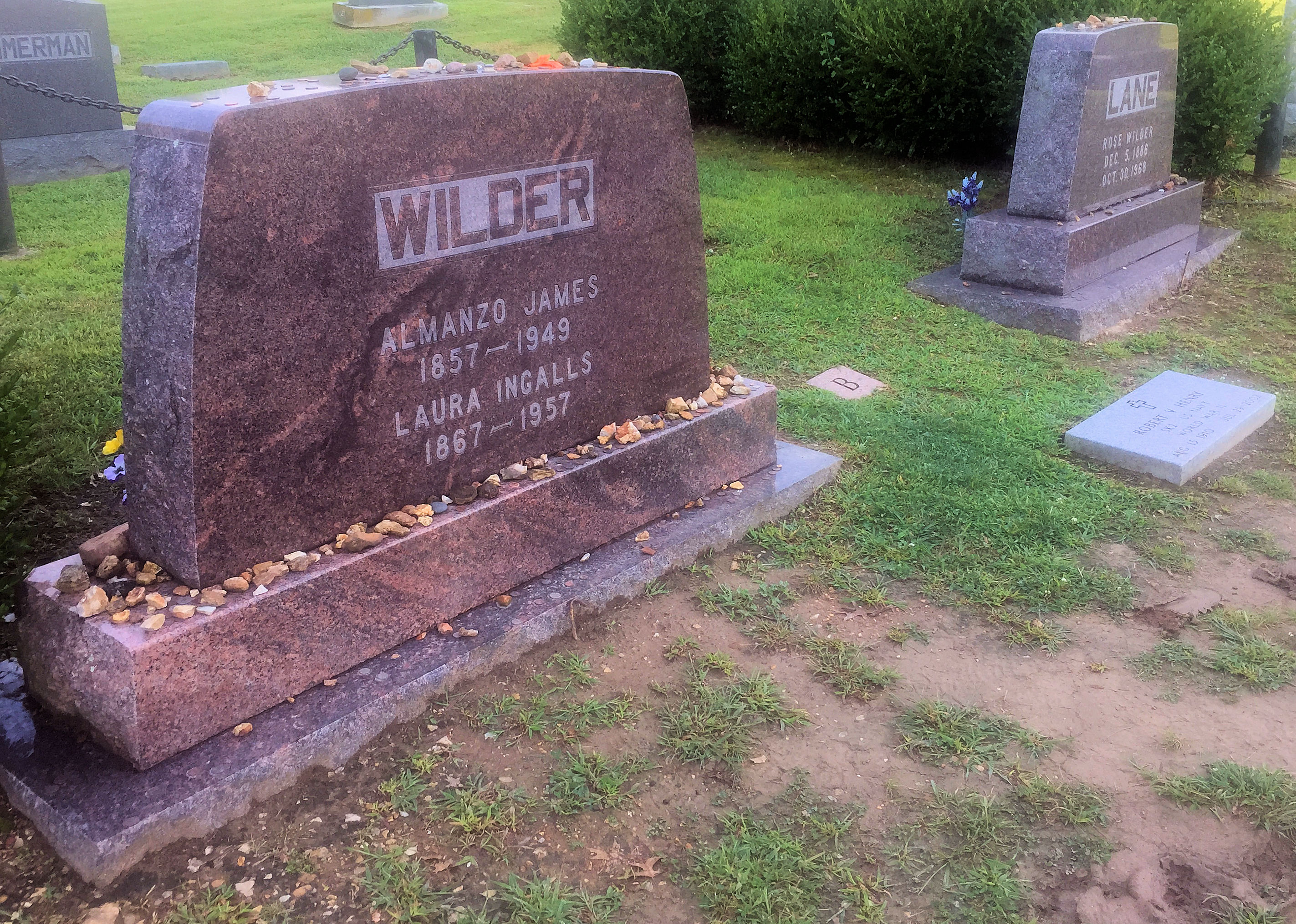
Laura Ingalls Wilder és férje, Almanzo Wilder sírja a Mansfield temetőben, Mansfield, Missouri. Mellettük van eltemetve Rose Wilder Lane lánya.

1894. július 17-én Wilderék De Smetetből fedett szekéren indult el a missouri állambeli Ozarksba, ahová a "A nagy vörös alma földje" című brosúrák és egy helyi férfi történetei vonzották őket, aki azért utazott Missouriba, hogy saját szemével nézze meg a környéket. Augusztus 31-én megérkeztek Mansfield (Missouri állam) közelébe, és Wilder 100 dollár előleget fizetett egy 40 holdas (16,2 hektáros) dombos, sziklás, beépítetlen földterületre, amelyet felesége találóan " Rocky Ridge Farm (Sziklás hegygerinc farm) "-nak nevezett el. A farm lett a házaspár végső otthona. Wilder 20 év alatt megépítette feleségének azt, amit később álmai házaként emlegetett: egy egyedi, 10 szobás otthont, amelyben a férfi egyedi konyhabútorokat épített a kis, 152 centiméteres testalkatú asszony számára.
A Rocky Ridge Farmot végül körülbelül 200 holdra (80,9 hektár) bővítették, és termékeny baromfi-, tej- és gyümölcsfarm volt. Wilder egész életében a morgan lovak iránti szeretetének hódolt, emellett nagy tehén- és kecskecsordát is tartott. Miután megtanulták a leckét  a dél-dakotai búzatermesztésre összpontosítva, Wilderék az Ozarks éghajlatához igazodó, változatosabb gazdálkodási megközelítést választottak. Almanzo Wilder élete hátralévő részét a farmján élte le, és mind ő, mind felesége aktívan részt vettek különböző közösségi és egyházi tevékenységekben Missouriban töltött idejük alatt.
Bár A farm, ahol élünk könyvekből származó jogdíjak segítettek a Wilder család eltartásában, a lányuk is egészen az 1930-as évek közepéig segítette őket. Végül az 1930-as és 1940-es években a Rocky Ridge-nél végzett erőfeszítéseik, valamint a könyvek jogdíjai végre elég biztos bevételt biztosítottak ahhoz, hogy olyan pénzügyi stabilitást érjenek el, amelyet házasságuk során korábban nem ismertek. Amikor friss házasok voltak, Wilder felesége azzal járult hozzá a jövedelmükhöz, hogy alkalmanként vendégeket fogadott be, rovatokat írt egy vidéki újságba, és pénztárosként/hitelfelelősként dolgozott egy mezőgazdasági hitelszövetkezetben. Lányuk elég hosszú ideig élt Wilderékkel a farmon, hogy láthassa, hogy a villany és más modern korszerű újítások bevezetésre kerüljenek, s még egy angol stílusú kőházikót is építtetett számukra, majd körülbelül tíz évre átvette a farmházat.
Wilder megtanult autót vezetni, ami nagyban javította a farm elhagyásának lehetőségét. A házaspár több hosszú autóutat is tett, olyan célpontokra, mint Kalifornia és a Csendes-óceán északnyugati része, és többször meglátogatták a megmaradt Ingalls családot Dél-Dakotában. Amikor lányuk 1937 körül végleg Connecticutba költözött, Wilderék hamarosan visszatértek szeretett tanyájukra, melyet később eladtak a keleti földet a kőházzal együtt.
Wilder utolsó éveit boldogan töltötte kis veteményes- és virágoskertek gondozásával, hódolt a famegmunkálás és az asztalos szenvedélyének, valamint kecskéit gondozta. Segített a feleségének abban, hogy üdvözölje A farm, ahol élünk rajongók autónyi csoportját, akik rendszeresen megtalálták az utat a Rocky Ridge Farmra.
Wilder 1949. október 23-án halt meg, miután két szívrohamot kapott. Laura Ingalls Wilder nyolc évvel később, 1957. február 10-én halt meg. Lányuk, Rose Wilder Lane 1968-ig élt. Mindhárman Mansfieldben vannak eltemetve, és Wilder sok holmija és kezének munkája közül sok ma is megtekinthető a Rocky Ridge Farmon, valamint a New York állambeli Malone és a minnesotai Spring Valley farmterületeken. A Rocky Ridge Farm ma Laura Ingalls Wilder/Rose Wilder Lane Múzeum néven ismert.
Felesége és lánya beszámolói alapján úgy tűnik, Almanzo Wilder csendes, sztoikus ember volt, annak az időnek és kultúrának a képviselője, amelyben élt. A gazdálkodás, a lovak és a vidéki élet iránti szeretetét jól dokumentálják családja és barátai írásos emlékei.

### A név eredete
Laura Ingalls Wilder egyik könyvében, a Kicsi város a prérin könyvében férje szokatlan keresztnevének tulajdonítása így hangzik:
Ezt szánták nekem. Szüleimnek az a meggyőződése, hogy mindig kell egy Almanzó a családban, mert „a keresztes hadjáratok idejében volt egy Wilder, aki elment hozzájuk, és egy arab vagy valaki más megmentette az életét. El Manzoor volt a neve a megmentőnek. Angliában egy idő után megváltoztatták.

## A médiában

### Könyvek
Laura Ingalls Wilder 1933-ban adta ki az Almanzo, a fiú a farmról című regényt, amely többnyire kitalált történet, és Almanzo gyermekkorának egy évén alapul. Heather Williams 2012-ben írta és adta ki a Farmer Boy Goes West-et (Egy farmer fiú nyugatra megy), egy másik (és még több) fiktív könyvet, amely Almanzo gyermekkorán alapul.

### Televízió
Wildert A farm, ahol élünk televíziós adaptációiban alakította :
- Dean Butler A farm, ahol élünk című televíziós sorozatban és filmfolytatásaiban,
- Walton Goggins, a A prérin túl: Laura Ingalls Wilder igaz története filmekben.

## Örökség
Almanzo Wilder gyermekkori otthona a New York állambeli Malone közelében 2014-ben szerepelt a Nemzeti Történelmi Helyek Nyilvántartásában. Az Almanzo & Laura Ingalls Wilder Egyesület által üzemeltetett és fenntartott tanya interaktív oktatási központ, múzeum és működő farm.

## Fordítás
Ez a szócikk részben vagy egészben  az   Almanzo Wilder című angol Wikipédia-szócikk ezen változatának fordításán alapul.  Az eredeti cikk szerkesztőit annak laptörténete sorolja fel. Ez a jelzés csupán a megfogalmazás eredetét és a szerzői jogokat jelzi, nem szolgál a cikkben szereplő információk forrásmegjelöléseként.